# Ґертруда Коморовська

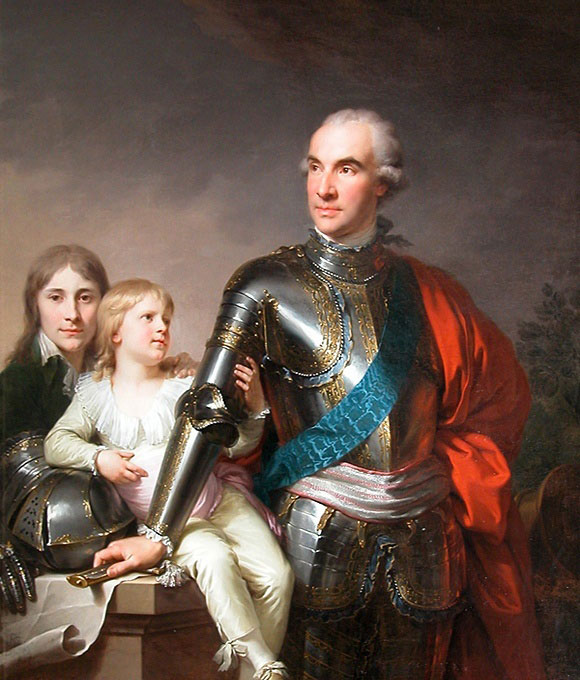
Станіслав Потоцький

Ґертруда Коморовська (також Христина Коморовська[джерело?]) — шляхтичка, перша дружина Станіслава Щенсного Потоцького.

## Коротка біографія
Народилася, правдоподібно, в Сушному (або в Нестаничах) в родині Якуба Коморовского гербу Корчак. Родина Коморовських походила з давньої графської родини гербу Корчак, яка в походила з Ораня, Ліптова та Живця (Словаччина), але після перевороту в країні зубожіла. Батьки Христини Коморовської володіли Сушно, Нестаничами, Новим Селом у Белзькому воєводстві. Мати — Ганна Павловська з Ворбни. Рід Коморовських був споріднений з родом Струсів гербу Корчак.
Повинна була мати гарну вроду та дуже делікатну конституцію. Мала навчатись у Відні (версія без документальної основи).
По сусідству від Коморовських в Кристинополі був родовий маєток Потоцьких. А саме власником маєтку був київський воєвода Франциск Салезій Потоцький, який мав одного сина Станіслава Потоцького. Сам Франциск володів великими маєтками, які дісталися йому в спадок після Лящів та Потоцьких. За великий вплив та багатство Франциска називали «Королем земель руських». Сам Францішек був претендентом на польську корону, яку не отримав через зраду петербурзького уряду. Сина Станіслава виховували в любові та шані до рідного краю та як майбутнього претендента на польську корону. Коли Станіславу виповнилося 22 роки батько сформував для нього власний двір, маршалком якого став його власний секретар Сіраковський.
Через кілька тижнів після свого призначення маршалком Сіраковський сподобав собі графиню Ґ. Коморовську і разом з Станіславом Потоцьким бував в маєтку Коморовських в Сушному. Потоцький сподобав собі Ґ. Коморовську, яка відзначалась надзвичайною вродою та розумом. І після третіх відвідин він освідчився їй. Вона відразу повідомила батьків. Після освідчення Потоцького батькам вони дали згоду на таємний шлюб.
Заручини відбулися в 18 листопада 1770 в Сушному, де проживали Коморовські. З Ґертрудою Щенсний таємно від своїх батьків повінчався 16 грудня 1770 р. в греко-католицькій церкві в Нестаничах. Вінчав їх кс. Длужневський.
Через деякий час після шлюбу Коморовські були в Потоцьких і Станіслав Потоцький весело проводив час з Христиною. Потоцькі досить прихильно ставились до Коморовських та приділяли Христині увагу. Це спричинило сподівання Коморовських на розуміння зі сторони Потоцьких і вони вирішили через посередника таємно повідомити про шлюб спочатку Ганну Потоцьку. Новина так розгнівила Ганну Потоцьку, що вона відразу ввечері розповіла її чоловікові. Салезій Потоцький вирішив покарати Сіраковського, а Станіслава зранку відправити разом з швагром Алоізом Фрідріхом Брюлем в подорож по Європі. Христину Коморовську він наказав своїм козакам під керуванням полковника Дамбровського і Вільчка забрати від батьків і відвезти в Сандомирський монастир до отримання розлучення. Коморовські попереджені про рішення Потоцького спішно виїхали до Львова, але по дорозі у них зламалася вісь в колесі і вони змушені були заночувати в Новому селі за дві милі до міста Львова, де козаки знайшли їх. Козаки спочатку побували в Сушно але не знайшовши там нікого удалися в погоню. Двір в Новому селі вони взяли вночі. Але перестарались у виконанні наказу та дорозі до саней Христину привезли вже не живу, яка чи то від перехвилювання чи від морозу померла. Козаки вирішили в Сільці пустити її під лід в р. Рата(ліва притока Західного Бугу). Приїхавши до Кристинополя, козаки доповіли Потоцькому про нещасний випадок, Потоцький з люті вистрілив в Домбровського, але промахнувся. Дамбровський утік, а інших свідків нещасливого випадку Потоцький порозсилав в віддалені місцевості.
Коморовські подали в суд до Львова, але їм бракувало доказів. Докази з'явилися пізніше. В той час в 1772 відбувся перший поділ Польщі, за яким володіння Потоцького відійшли до Австро-Угорщини. Потоцькому, як і іншим магнатам, було забрано озброєння і заборонено мати власне військо. Коморовський тоді за допомогою австрійського уряду поновив графський титул. Австрійка Марія Терезія пішла на зустріч адвокату родичу Коморовських і Потоцькому було винесено несправедливий найвищий вирок. Повідомлений приятелями про цей вирок, не міг він знести такої ганьби своєму роду і 11 жовтня прийняв отруту.
Станіслав Потоцький нічого не знав про ці події перебуваючи за кордоном, він повернувся в край вже після смерті обидвох батьків і тоді довідався про загибель Христини. Станіслав Потоцький як відшкодування за суд дав Коморовським 400 тис. злотих та надав містечко Вітов з землями, Плове і Обротов.
14 липня 1906 р. в підземеллях костелу оо. місіонарів Нового Виткова знайшли труну нібито Ґ. К., що стояла біля трун батька, бабці. В 1913 р. рештки 3-х тіл були перенесені до скляних трун і виставлені в новозбудованій каплиці з метою приваблення туристів до містечка. Підставою ідентифікації решток був фрагмент напису -ТРУ- (Ґертруда), що варто би було прочитати як -ТКО- (що призвело б до Гелени з Ростковских — мачухи Якуба).